# Bolesław Górnicki
Bolesław Górnicki (ur. 5 stycznia 1909 w Sokołówce, zm. 27 lipca 1998 w Warszawie) – polski profesor nauk medycznych w zakresie pediatrii i historii medycyny, rektor Pomorskiej Akademii Medycznej w Szczecinie (1956-1959), rektor Akademii Medycznej w Warszawie (1962-1972) 

## Życiorys
Bolesław Górnicki urodził się w rodzinie lekarza Eugeniusza i Wandy Górnickich. Do 1918 mieszkał w Lipnie, w którym ukończył gimnazjum, a następnie wyjechał do Warszawy, gdzie studiował medycynę na Wydziale Lekarskim Uniwersytetu Warszawskiego, uzyskując dyplom lekarza w 1932. Karierę zawodową rozpoczynał od pracy lekarza domowego i asystenta w Klinice Pediatrycznej macierzystej uczelni. Od 1937 pełnił także funkcję redaktora czasopisma „Młoda Matka.” W 1939 po obronie dysertacji Zagadnienia pediatryczne w dziełach Jędrzeja Śniadeckiego otrzymał stopień doktora nauk medycznych.    
Podczas II wojny światowej pracował jako lekarz w Ubezpieczalni Społecznej w Warszawie, a od 1942 był ordynatorem Oddziału Dziecięcego Szpitala Ubezpieczalni Społecznej. Brał udział w tajnym nauczaniu i opracował polską bibliografię pediatryczną do 1930. W czasie Powstania Warszawskiego przebywał w Zalesiu pod Warszawą.   
W 1947 na Wydziale Lekarskim Uniwersytetu Warszawskiego habilitował się z historii medycyny na podstawie monografii Zarys piśmiennictwa pediatrycznego do roku 1600, a w 1950 zrobił habilitację z pediatrii.   
W 1951 wyjechał do Szczecina, gdzie jako profesor Pomorskiej Akademii Medycznej im. gen. Karola Świerczewskiego w Szczecinie stał na czele Katedry i Kliniki Pediatrycznej, w 1953 uzyskał tytuł naukowy profesora nadzwyczajnego. W latach 1953–1956 był prorektorem, a w latach 1956–1959 pełnił funkcję rektora Pomorskiej Akademii Medycznej.  
W 1960 powrócił do Warszawy, gdzie otrzymał tytuł profesora zwyczajnego. Od 1962 przez dziesięć lat był rektorem Akademii Medycznej w Warszawie, a następnie od 1973 do 1979 dyrektorem Instytutu Pediatrii tamże. Równocześnie w latach 1960–1969 zajmował stanowisko dyrektora warszawskiego Instytutu Matki i Dziecka. W latach 1970–1979 był prezesem Polskiego Towarzystwa Pediatrycznego i Towarzystwa Planowania Rodziny. W 1982 Bolesław Górnicki został wybrany na członka rzeczywistego Wydziału V Nauk Lekarskich Towarzystwa Naukowego Warszawskiego, od 1986 pełnił funkcję wiceprezesa, a w latach 1992–1994 prezesa. 
Opublikował ponad 250 prac naukowych z zakresu pediatrii, nefrologii, historii medycyny. 
Bolesław Górnicki zmarł w Warszawie i zgodnie jego wolą został pochowany w grobowcu rodzinnym na Cmentarzu Starym w Płocku.

## Wybrane publikacje[6][10]
- Pediatria kliniczna. PZWL Warszawa 1955 (red.)
- Diagnostyka i terapia małego dziecka. PZWL Warszawa 1967
- Żywienie dzieci zdrowych i chorych. PZWL Warszawa 1971
- Vademecum pediatrii. PZWL Warszawa 1972
- Endokrynologia kliniczna wieku rozwojowego. PZWL Warszawa 1974 (wsp. Tadeusz Pawlikowski)
- Pediatria. PZWL Warszawa 1985 (wsp. Barbara Dębiec)

## Członkostwo[3]
- Polskie Towarzystwo Pediatryczne
- Polskie Towarzystwo Endokrynologiczne
- Polskie Towarzystwo Fizjologiczne
- Polskie Towarzystwo Historii Medycyny
- New York Academy of Science
- Societe Internationale de Pediatrie
- Societe Internationale d'Historie de la Medicine
- Unia Międzynarodowych Towarzystw Pediatrycznych (UNEP-SA) - członek założyciel
- Towarzystwo Naukowe Płockie

## Odznaczenia
- Krzyż Oficerski Orderu Odrodzenia Polski
- Krzyż Komandorski Orderu Odrodzenia Polski
- Krzyż Komandorski z Gwiazdą Orderu Odrodzenia Polski
- Złoty Krzyż Zasługi (1954) za zasługi w pracy naukowej i dydaktycznej w dziedzinie medycyny)[11][7]
- Order Sztandaru Pracy I klasy[6]
- Medal Komisji Edukacji Narodowej[6]
- Zasłużony Nauczyciel PRL[6]
- Zasłużony Lekarz PRL[6]